# تي شالا (عالم مارفل السينمائي)
تي شالا (بالإنجليزية: T'Challa) هو شخصية خيالية يجسدها الممثل تشادويك بوسمان في عالم مارفل السينمائي (MCU)، وهي مستندة إلى شخصية تحمل الاسم نفسه من قصص مارفل المصورة. يُقدَّم في البداية على أنه أمير دولة واكاندا الأفريقية الخيالية، ويحمل لقب النمر الأسود، وهو لقب يمنحه الشعب ويُمنح حامله بدلة متطورة مصنوعة من الفايبرانيوم، قوة خارقة وسرعة فائقة بفضل عشبة على شكل قلب، كبركة يمنحها الإله الحامي لواكاندا باست، الذي يُجسَّد مظهر النمر الأسود تكريمًا له ويحمله أفراد العائلة الملكية المختارون.
بعد مقتل والده تي شاكا، يتولى تي شالا العرش، ويجد نفسه وسط صراع بين المنتقمين. بعد اكتشافه أن الجاني هو هيلموت زيمو، ويتمكن من القبض عليه. يدخل لاحقًا في مواجهة مع ابن عمه إريك ستيفنز الذي يأخذ العرش، لكنه يستعيده في النهاية ويحبط خطة ستيفنز لاستخدام موارد واكاندا التكنولوجية الهائلة لغزو العالم. ينجب تي شالا طفلًا من ناكيا، وخلال الصراع ضد ثانوس يقود جيوش واكاندا إلى جانب المنتقمين، لكنه يقع ضحية «الاختفاء» (Blip). بعد أن يعيده المنتقمون إلى الحياة، ينضم إليهم في معركة نهائية ناجحة ضد ثانوس قبل أن يعود إلى عائلته. لاحقًا، يُصاب بمرض لم يُكشف عنه ويتوفى، وينتقل اللقب إلى شقيقته الصغرى، شوري.
كان من المقرر أن يصبح تي شالا شخصية محورية في عالم مارفل السينمائي، لكنه ظهر في أربعة أفلام فقط قبل أن يتوفى بوسمان بـسرطان القولون في أغسطس 2020. أكّد كيفن فايغي أن الشخصية لن يُعاد تجسيدها ولن يُستخدم نموذج رقمي لها في أي ظهور حي مستقبلي. حظي أداء بوسمان بتقدير واسع، إذ اعتُبر واحدًا من أوائل الأبطال الخارقين السود في فيلم ضخم الإنتاج، ونال إشادة نقدية كبيرة. كما أصبح فيلمه الذي حمل اسمه تاسع أعلى فيلم تحقيقًا للإيرادات في التاريخ، ورُشّح لـجائزة الأوسكار لأفضل فيلم.
تظهر نسخ بديلة من تي شالا ضمن عالم الأكوان المتعددة في الموسم الأول من مسلسل الرسوم المتحركة ماذا لو...؟ (2021)، حيث أعاد بوسمان أداء الدور بعد وفاته. من أبرز هذه النسخ تصوير تي شالا بدور ستار-لورد، المستند إلى شخصية بنفس الاسم من القصص المصورة. في أكتوبر 2021، كُشف أن المسلسل المشتق الذي كان يتمحور حول ستار-لورد تي شالا لم يعد قيد التطوير، بسبب وفاة بوسمان.